# 헤데르

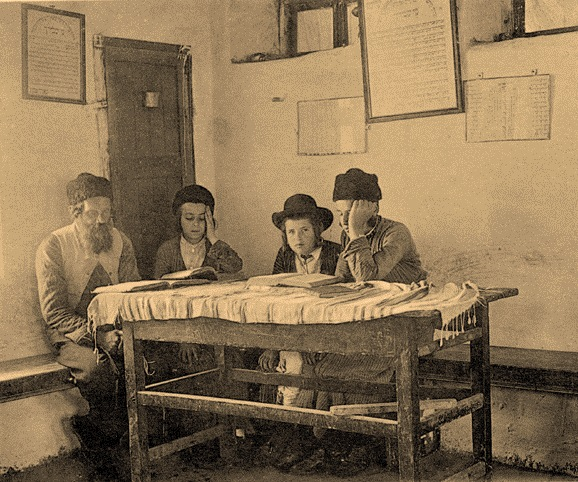
헤데르의 수업광경, 1912년 촬영

헤데르(히브리어: חֶדֶר, cheder)는 유대교 및 히브리어를 가르치는 전통적인 초등교육체계이다.

## 역사
헤데르는 18세기 이전까지 유럽에 널리 퍼져 있었다. 수업은 교사의 집에서 이루어지며, 교사는 유태인 공동체 및 아이들의 부모에게 교육의 대가로 수업료를 받았다. 일반적으로, 남자아이들만이 수업을 받을 수 있었으며 여자 아이들은 자신들의 집에서 어머니에게 가정교육을 받았다. 여러 연령대의 남자 아이들이 한 집단에서 교육을 받았다.
남자아이들은 5살 정도에 헤데르에 들어갔다. 히브리 문자 및 히브리어 읽기(중세 이래 북부 유럽 유태인들의 공용어는 이디시어였다.)를 배운 뒤, 바이크라와 탈무드(미슈나, 게마라 및 추가 주석들)와 함께 토라를 배웠다. 여기서 학생들을 가르치는 기본 방식은 서로를 향해 큰 소리로 읽은 뒤 이해하도록 하는 것이었다. 학생들이 13세에서 14세가 되면, 바르 미쯔바를 끝으로 교육 과정을 마무리한다. 헤데르를 마친 후에 랍비 또는 소페르가 되고 싶은 학생들은 예시바라는 탈무드 대학에서 학업을 계속해야 했다. 유명한 유럽 내 예시바로는 독일 보름스, 퓌르트와 체코 프라하에 있던 학교들로, 예시바들 중에서도 이 곳들은 최고 수준이었다.
많은 유대인들이 십자군과 얽힌 중세 포그롬을 피하여 동유럽으로 도망쳐 오면서, 유럽 유대교 지성의 중심지는 피난민들과 함께 동유럽으로 자리를 옮겼고 거기서 헤데르는 수 세기 동안 지속된다.
18세기 말 헤데르는 정통파 유대교 및 자유파 하스카라에게 비판의 표적이 되었다.
정통파 유대교는 헤데르 교사들의 자질이 떨어진다고 비판했다. 그 당시 유럽 작은 마을 헤데르 교사의 생업은 도축업, 가수, 묘굴인 등이었으며, 부업으로 교사를 했고 수입은 매우 열악했다. 또한 종종 교사들은 진도를 고급 과정으로 지나치게 빨리 옮겨갔는데, 그 이유는 고급 과정을 가르치면 더 많은 돈을 받을 수 있기 때문이었다.
하스카라는 계몽주의에 전도되어 있었기 때문에 헤데르의 교육 시스템 자체를 부정했다. 그들은 헤데르가 언어적, 공간적으로 유대인들을 고립시켜서, 민족의 단결과 독립을 막고 있다고 비판했다. 독일 유대인들은 18세기 말부터 개혁적 유대주의 및 프라이슐렌(자유 학교)을 만들어 그들이 주장했던 사안들을 실천에 옮겼다. 이와 같은 운동 및 의무교육제로 인하여 유럽 내 헤데르는 독일어를 사용하던 여러 국가들에서는 와해되었으나, 동유럽권에서는 홀로코스트까지 남아 있었다.

## 오늘날
서구 선진국에서 헤데르는 정규 수업 이외 시간에 교육이 이루어지나, 정통 유대교 학교의 경우 전일제로 운영되기도 한다. 이스라엘에서는 헤데르가 전일제로 운영되고 있다.